# エーヴァースヴィンケル
エーヴァースヴィンケル (ドイツ語: Everswinkel, 低地ドイツ語: Iärswinkel) は、ドイツ連邦共和国ノルトライン＝ヴェストファーレン州ミュンスターラントに属すヴァーレンドルフ郡の町村（以下、本項では便宜上「町」と記述する）である。

## 地理
エーヴァースヴィンケルは、北から時計回りに以下の市町村と境を接している: テルクテ、ヴァーレンドルフ、ゼンデンホルスト、ミュンスター。

### 自治体の構成
エーヴァースヴィンケルは、エーヴァースヴィンケル地区とアルヴァースキルヒェン地区で構成される。
- 農場小集落
  - シューター
  - ヴェスター
  - フェルスマー
  - ミュッシンゲン
  - メーリンゲン
  - ヴィーニンゲン

## 歴史
1816年にプロイセン王国ヴェストファーレン州に創設されたヴェーレンドルフ郡でエーヴァースヴィンケルは始め自治体連合として形成され、1843年からアムトが形成された。アムト・エーヴァースヴィンケルは1934年に廃止され、これ以後エーヴァースヴィンケルはヴァーレンドルフ郡の町村となった。1975年1月1日にアルヴァースキルヒェンが合併した。

### 地名の由来
最終的な地名の由来は不明である。ただし、言語学的観点から以下の解釈が想像される。前半部の Evers- は、動物の雄イノシシ (現代ドイツでは Eber）またはこれに基づく人名かもしれない。後半部の -winkel は人里から離れた高台または閉鎖された耕牧地を意味する。1294年の文書の記述 "uppen den Everswinkele" は、「エーヴァースヴィンケルの高台」を意味している。したがって、この地名はイノシシがいる、あるいはイノシシに関連したできごとで有名な人里離れた高台の場所を意味している。あるいはエーファーという人物が住む、または所有する人里離れた高台の場所を意味する。

## 住民

### 宗教

#### 教会
カトリックの2つの教区教会、すなわちエーヴァースヴィンケルの聖マグヌス教会とアルヴァースキルヒェンの聖アガタ教会は、2009年9月27日に合併して、カトリック教会聖マグヌス / 聖アガタ・エーヴァースヴィンケル＝アルヴァースキルヒェンとなった。多くの教会組織がエーヴァースヴィンケルの文化生活・社会生活を豊かにしている。

## 行政

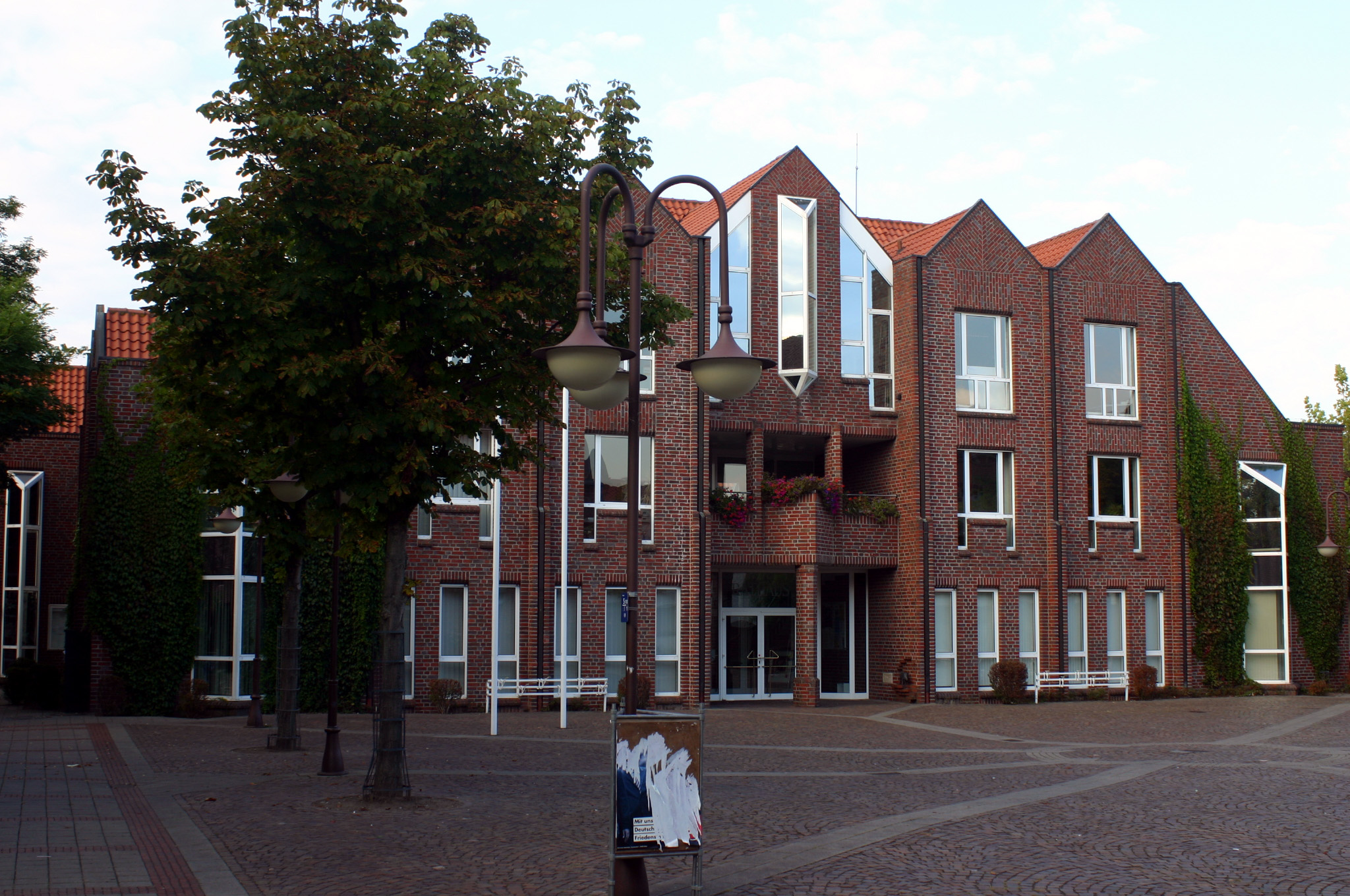
エーヴァースヴィンケルの町役場

エーヴァースヴィンケルの町議会は、26議席で構成されている。

### 紋章、幟、旗
エーヴァースヴィンケルは、1962年3月15日付のノルトライン＝ヴェストファーレン州内務省の文書によって紋章、旗、幟、印章の使用を認可された。
- 紋章
- 幟
- 旗

#### 紋章
図柄: 上下二分割。上部は赤地に黒い屋根の塔を有する銀（白）の教会の正面図。下部は銀地（白地）で、黒い逆V字図形の下に、右向き（向かって左向き）に歩む黒いイノシシ。
この紋章の上部は、聖マグヌス教区教会の塔の正面を描いている。黒い三角図形（逆V字図形）は、ボルク邸の判明している最初の住人であるベルゲ領主家の紋章から採られた。この下部はいわゆる「地口の紋章」で、三角図形（Winkel =「角」で「三角定規」の意味もある）の中に、この町の母体となった元々の農場名 Ever をイノシシ (Eber) で表現している。

#### 幟と旗
幟: 白地で両側に赤い帯、その幅は 1:3:1 である。中央上部に町の紋章が描かれている。
旗: 上下二分割。上部は赤地に黒い屋根の塔を有する白い教会の正面図。下部は白地で、黒い逆V字図形の下に、右向き（向かって左向き）に歩む黒いイノシシ。

### 姉妹都市
町長の発言によれば、個々のクラブや団体のパートナーシップがあり、姉妹都市関係は計画されてはいない。

## 経済と社会資本
この街は、ミュンスターラントの経済的に向上している町の1つである。新しい産業分野の中小企業が近年盛んに進出している。ドイチェス・ミルヒコントール GmbH（乳製品）、SPERLI GmbH、プレーツィ・フラッハシュタール AG（鋼板）、ブルーノ・ネーベルング GmbH、ロッゲンラント GmbH、ファームシュタート AG、ゼンツァ GmbH、MWE 特殊鋼製造 GmbH、BSW 設備製造 GmbH、アグロマイス GmbH、ティーフキュールセンター・エーヴァースヴィンケル GmbH はエーヴァースヴィンケルに本社を置いている。
2016年8月にやがてエーヴァースヴィンケルおよびアルヴァースキルヒェン内で完全にインターネットに接続するための光ファイバーケーブル網を開発するネットインフラストラクチャー会社が決定した。完成は2017年とされている。

### 交通

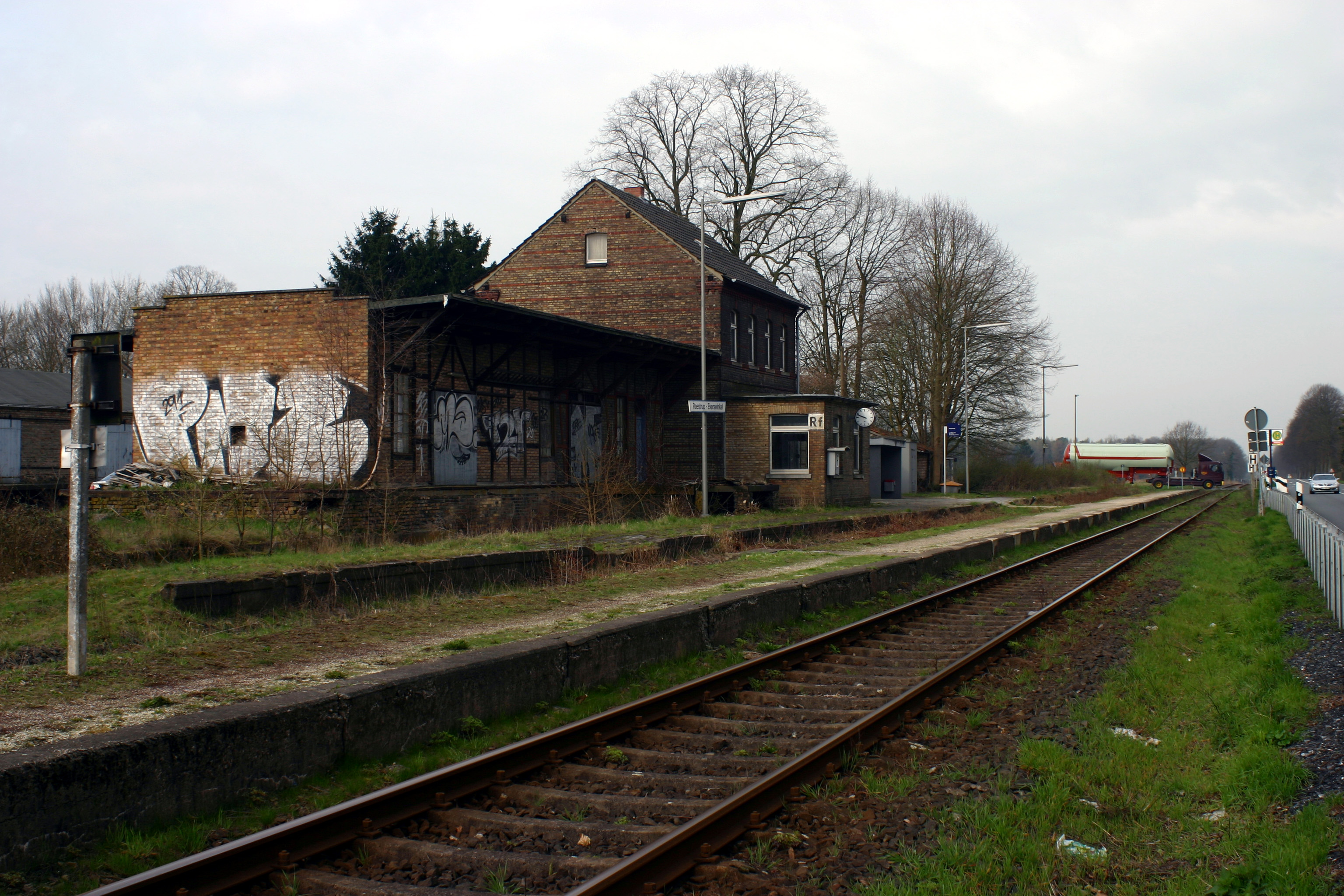
レストルプ＝エーヴァースヴィンケル駅

バス路線 S20（日曜日は運休）と R22/R23（日曜日は2時間間隔）がミュンスターおよびヴァーレンドルフに運行している。ヴァーレンドルフ鉄道のレストルプ＝エーヴァースヴィンケル駅は 4 km 離れていたが（町外のテルクテ市内）、2 km 東のミュッシンゲンに移転した（やはり町外である）。アウトバーン A1号線（20分）、A2号線（30分）、A3号線（20分）へは短い時間で接続できる。連邦道 B64号線はエーヴァースヴィンケルの町をかすめている。町の中心部の重要な交通手段は徒歩と自転車である。都市計画によって交通制限や、自動車の通行禁止がなされたゾーンおよび道路が設けられ、議論の的になっていた広範な有料自転車道が廃止された。市の行政当局は、重要なイベントの際には中心部全域の交通を遮断する。このほかにエーヴァースヴィンケルはラーデルパルク・ミュンスターラント（ミュンスターラント・サイクリング公園）の一部をなしている。多くの自転車道が「自転車都市」とも呼ばれるミュンスターに通じている。欧州自転車道 R1号線や100城ルートがエーヴァースヴィンケルをかすめている。

### 教育
エーヴァースヴィンケルには、基礎課程学校が2校（このうち1校はアルヴァースキルヒェンにある）と連結学校（実科学校と本課程学校が同じ建物に入居している）が1校ある。このほかに自由ヴァルドルフ学園がある。

## 文化と見所
2004年から体験型博物館「ウップン・ホフ」は、過去何世紀もの農業用の機械や道具を収蔵している。このほかに、昔の食料品製造、特にパンの製造方法について説明している。1996年に設立されたエーヴァースヴィンケル文化サークル e.V. は、町の委託を承けて文化プログラムを主催している。

### スポーツ
多くの住民がスポーツクラブに所属している。エーヴァースヴィンケル最大のスポーツクラブが、SC DJK エーヴァースヴィンケルである。このクラブは、旧 SC エーヴァースヴィンケルと DJK エーヴァースヴィンケルが合併して成立した。SC DJK の女子ハンドボールチームは2008年からオーバーリーガ（上位から4番目のリーグ）でプレイしている。アルヴァースキルヒェン地区には DJK RW アルヴァースキルヒェンがある。いくつかの馬場とならんでアルヴァースキルヒェン＝エーヴァースヴィンケル乗馬・騎馬クラブが多彩な乗馬競技を提供している。

### 歴史的建造物

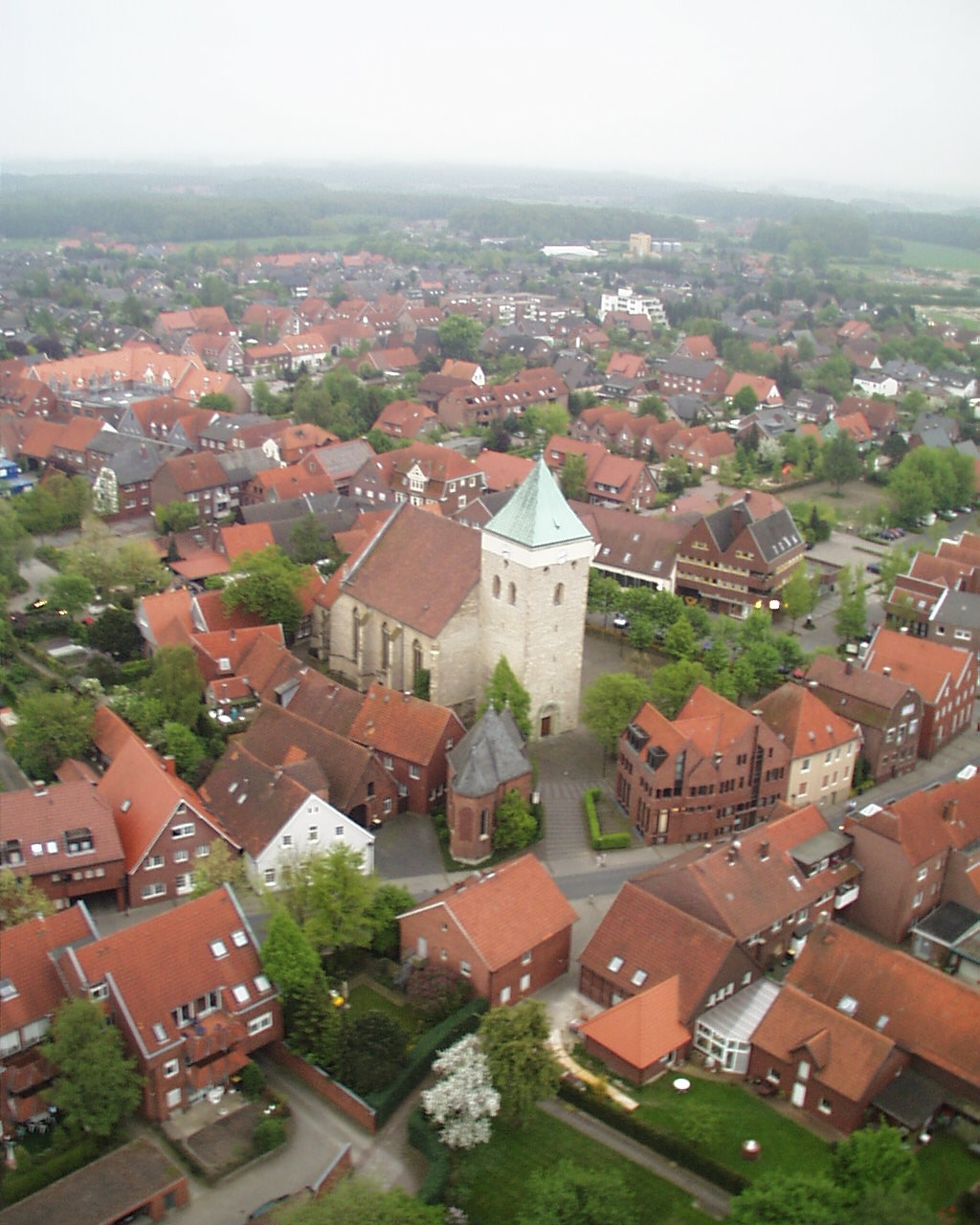
聖マグヌス教会

#### エーヴァースヴィンケルとアルヴァースキルヒェンの教会
- エーヴァースヴィンケル地区のカトリック聖マグヌス教会: 元々は13世紀前半の教会堂から形成された教会で、ロマネスク様式の塔（ドイツ語版、英語版）が現存している。その下部はラール（ドイツ語版、英語版）の石灰岩で造られており、四角形の基礎壁は地元の切石で構成されている。レンガ造りで現在は漆喰が塗られた塔の最上部と簡素なピラミッド型の頂部および西の入り口は19世紀に造られた。完全に区切られた塔の下部と中央部には銃眼が開いているだけである。現在の下部の窓はこうした銃眼から拡張されたものである。ゴシック様式の教会堂の礎石は1489年2月28日に据えられた。1522年にこの建物は完成した。このゴシック教会で特徴的なのは、奥行きの長さが短いことである。西にはすでに塔が建っており、東側には家屋が建っていたため、エーファーヴィンケルの人々は教会を単に幅広に建造したのであった。
- エーヴァースヴィンケル地区の福音主義ヨハネス教会: 第二次世界大戦後の住宅不足緩和のため、1949年からホルストに新しい住宅地が設けられた。大部分が故郷を逐われた人々からなる福音主義教会はここに独自の教会を1952年に所有した。教会の内装には信者の故郷の装飾様式が反映されている。福音主義ヨハネス教会は、2001年に新たにオルガンが完成し、オルガンコンサートも開催されている。
- アルヴァースキルヒェン地区の聖アガタ教会: この教会は初代ミュンスター司教領主の時代、すなわち1203年以前にすでに成立していた。この教会は、火災に対する守護聖人である聖アガタに献げられた。1613年に第1の守護聖人として挙げられているのは聖ヨハネであった。聖アガタは、3度の壊滅的な火災の後に、村を火災から護るために崇拝されるようになり、最終的に第1の守護聖人の地位に祀られた。現在の教会塔は教会堂の創成期から存在している。その堅牢なキャラクターは、どっしりとしたロマネスク様式によるものであり、実際問題として入り口の扉がとても小さく、窓が少ない。この教会が現在の姿となったのは1703年以降である。

### その他の見所
- グート・ブリュックハウゼン: アルヴァースキルヒェンの南約 2.5 km に位置する何世紀にもわたってこの地域で最も有力であった領主の館である。アルヴァースキルヒェン周辺地域の中心的な雇用主として重要な役割を演じた。
- ビルトシュテッケ（路傍の祠）とヴェーゲクロイツェ（路傍の十字架）: 街道沿い、野道沿い、農場の入り口などにあり、住民のキリスト信仰の証となっている。集落の近くにある祠や十字架は現在も毎年行われるパレードの祈りの場として使われている。
- ブリンクマン記念碑: 100回目の誕生日を記念して、1913年に聖マグヌス教会の南側にヨハン・ベルンハルト・ブリンクマンの記念碑が建立された。この石碑に記されている不屈でエネルギッシュな性格は、その生涯にも反映されている。
- マグヌス広場の泉: この町の名前は、少なくとも一部はイノシシ (Eber) によっている。マグヌス広場の泉には、たとえば様々なイノシシの種が集まっているが、これは亡くなった彫刻家ギュンター・ロソフによって製作されたものである。
- 郷土館: キルヒ広場（教会広場）東側の保護文化財に指定されている古い織布工の家は町に買い上げられ、郷土館に改造された。ヨハン・ベルント・フィーネンケッターとその妻アンナ・マリア・モイマンによって典型的な都市農民の家として1781年に建設された。住民の大部分は商売や職人仕事の傍ら、家族の食料を保証するために農業も手がけるいわゆる都市農民であった。
- 歴史的四角形: エーヴァースヴィンケル中核部の都市平面図は、珍しい、おそらく唯一の形で、道路が不規則な四角形を形成しており、現在は「歴史的四角形」と呼ばれている。こうした道路の配置は、教会と教会広場に建つ家屋の位置や2本の古い街道によって形成された。
- 戦争記念礼拝堂: この町出身の最大の偉人ヨハネス・ベルンハルト・ブリンクマンが存命中、小さく古いネオゴシック様式のレンガ造りの礼拝堂を1885年に建設した。1870年から1871年、1914年から1918年、1939年から1945年の戦没者を悼んで、この礼拝堂は1922年以降戦争記念礼拝堂として利用されている。
- 町役場: 新しいマグヌス広場ビジネス・公共サービスセンターの建築群の中心として1988年に完成した。これは、エーヴァースヴィンケルの町の歴史で初めて、この目的のために建てられた建物である。
- 織布記念碑:　三角形で高さ 1.80 m のこの砂岩像は、1993年新しく設けられた「歴史的四角形」の完成に間に合うように造られた。作者はエーヴァースヴィンケルの彫刻家シュテファン・ルターベックである。家内制織布の3つの典型的なシーンは、18世紀から19世紀のエーヴァースヴィンケル住民の主な収入源であった手工業の最盛期を記念している。

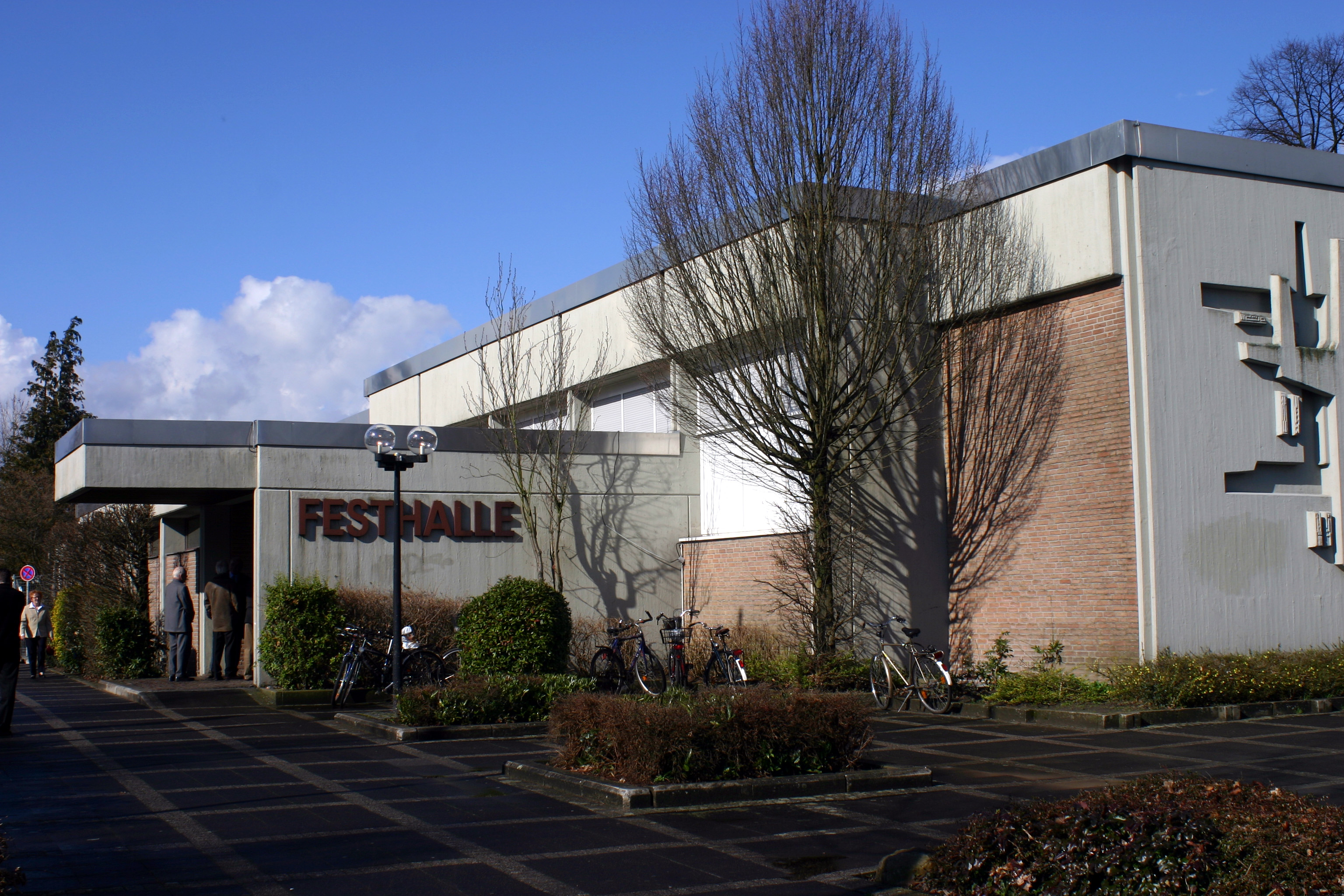
エーヴァースヴィンケルの祝祭ホール

### 年中行事
- コルピング・カーニバルショー: 謝肉祭のパレード前の週末に開催される。
- 謝肉祭のパレード: バラの月曜日（ドイツ語版、英語版）前の日曜日。
- ヴィトゥス祭は、毎年聖ヴィトゥスの祝日（6月15日）後の週末に開催される教会祭である。
- 聖フーベルトゥス・エーヴァースヴィンケル射撃・郷土クラブ e.V.[17] の射撃祭は、7月の第1週末に開催される。
- アルヴァースキルヒェン射撃クラブ・フォン 1848 e.V. の射撃祭は、7月の第2週末に開催される。
- テルクテへの巡礼[18]: 毎年9月の第1日曜日。

## 人物

### ゆかりの人物
- エリーザベト・グリュンマー（ドイツ語版、英語版）（1911年 - 1986年）ソプラノ歌手。エーヴァースヴィンケルに葬られている。